# 銀魂BEST
《銀魂BEST》是東京電視台系電視動畫《銀魂》的主題曲合輯。2009年3月25日由Aniplex發行。收錄自動畫播放開始到2008年9月的主題曲的合輯（全15首）。銀魂BEST2也準備於2011年6月22日發行。

## CD收錄曲目
- 限定盤包含2CD，CD1收錄曲目的完整版，CD2收錄曲目的TV版。

1. Pray（Tommy heavenly6）
2. 風船ガム -銀魂mix-（キャプテンストライダム）
3. MR.RAINDROP（amplified）
4. 遠い匂い（YO-KING）
5. 雪のツバサ（redballoon）
6. キャンディ・ライン（高橋瞳）
7. 銀色の空（redballoon）
8. 修羅（DOES）
9. 奇跡（シュノーケル）
10. かさなる影（Hearts Grow）
11. SIGNAL（KELUN）
12. Speed of flow（THE RODEO CARBURETTOR）
13. 曇天（DOES）
14. sanagi（POSSIBILITY）
15. This world is yours（プリングミン）

ED.4櫻音

## DVD收錄影片
- 第1期〜第5期無字幕片頭動畫影片
- 第1期〜第10期無字幕片尾動畫影片

## 限定版特典
1. 収録無字幕片頭和片尾動畫影片的DVD（ノンクレジットＯＰ＆ＥＤ映像収録ＤＶＤ）
2. 繪製盒（描き下ろしＢＯＸ）
3. 繪製Digipak（描き下ろしデジパック）
4. 特製Booklet（スペシャルブックレット）
5. 特製貼圖（特製ピンナップ）

## 外部連結
- （日語）Aniplex「銀魂BEST」官方網站